# متیل پنتانوات
متیل پنتانوات (به انگلیسی: Methyl pentanoate) با فرمول شیمیایی C۶H۱۲O۲ یک ترکیب شیمیایی با شناسه پاب‌کم ۱۲۲۰۶ است. که جرم مولی آن ۱۱۶٫۱۶ g/mol می‌باشد. 